# Largo de São Paulo (Braga)
O Largo de São Paulo é uma praça localizada no centro histórico de Braga, Portugal.

## Património
Na praça podemos observar:
- Igreja de São Paulo (Braga)
- Igreja de São Tiago da Cividade
- Torre de Santiago com a capela de Nossa Senhora da Torre
- Porta de Santiago

## Ruínas romanas
Em 1998, quando se procedeu à desmontagem de anterior pavimento do Largo de São Paulo foram identificados vários muros romanos. Na impossibilidade de se realizar uma escavação arqueológica em área, os muros foram desenhados e fotografados pela Unidade de Arqueologia da Universidade do Minho, tendo sido decidido que ficariam assinalados no atual pavimento.
O posicionamento dos muros na malha da cidade romana, permite saber que se integravam num quarteirão residencial, devendo fazer parte de uma domus (casa familiar).

## Estátuas

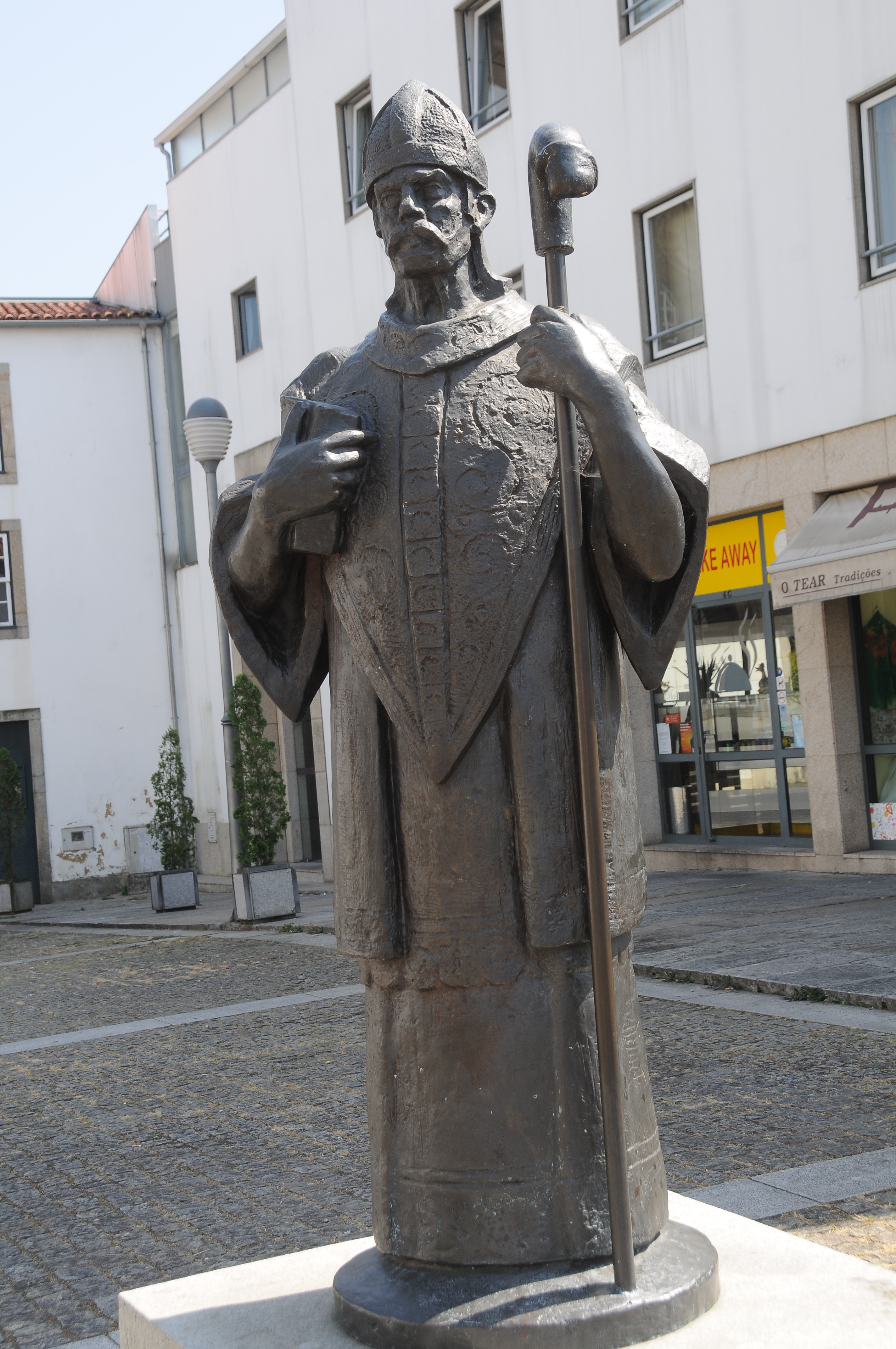
Estátua de Dom João Peculiar

Em 5 de Dezembro de 2003 foi inaugurada no largo uma estátua de João Peculiar atribuída ao escultor Raul Xavier. A estátua causou polémica pois o báculo assumia uma forma aparentemente fálica. Quando os jornalistas tentaram saber quem foi o responsável pela estátua, o Bispo Auxiliar D. Antonino Dias afirmou “a Câmara é que encomendou a escultura e que a pagou. A diocese nunca foi ouvida”.
O antigo Presidente da Câmara de Braga, Mesquita Machado, assegurou ao jornal Correio do Minho (30 de Agosto de 2007) que a autarquia “não pagou, não encomendou, nem escolheu a estátua”. Esclareceu ainda que o antigo Deão do Cabido da Sé, Cónego Melo (falecido em 2008), “é que poderia explicar melhor quem mandou fazer e quem a pagou”.
Em novembro de 2016, a estátua foi removida pela Câmara Municipal de Braga, desconhecendo-se o seu futuro.
Em 27 de janeiro de 2017 foi inaugurada a estátua de D. Frei Bartolomeu dos Mártires, da autoria do artista Hélder Carvalho e está colocada num robusto pedestal de granito concebido pelo arquitecto Gerardo Esteves.